# Puertos de la República de Siena

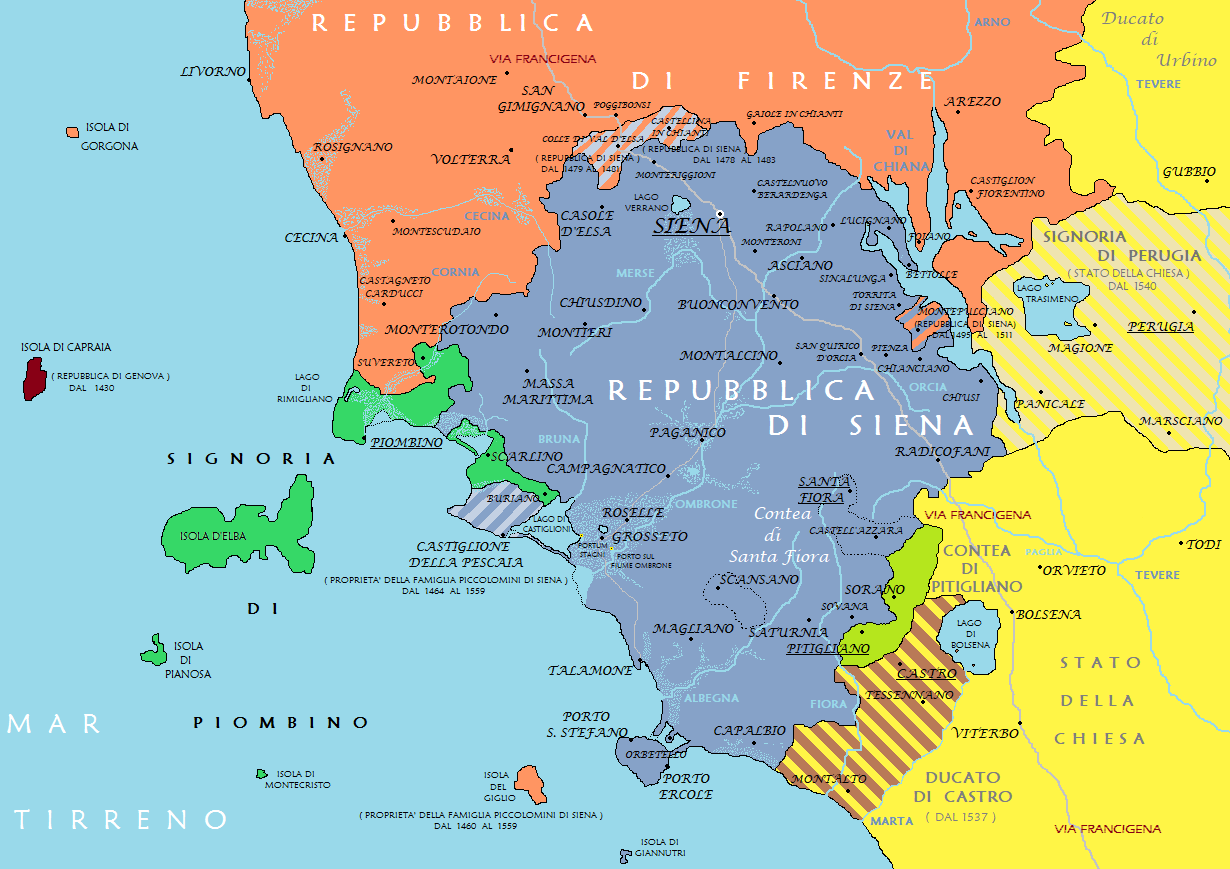
Fronteras de la República de Siena en la zona de la Maremma entre los siglos y

La República de Siena en su crecimiento territorial progresivo vio expandidas sus fronteras, especialmente en los territorios del sur de la Toscana en la actual provincia de Grosseto. La posesión de un "acceso al mar" por parte de Siena fue el resultado de una política expansiva y comercial en la Maremma Grossetana con la conquista de los puertos de Talamone, Porto Ercole y Porto Santo Stefano.
Con el fin de garantizar el acceso al tráfico marítimo y una red de ventas competitiva Siena ya había intentado asegurar el uso del puerto del río de Grosseto en el siglo XIII. Sin embargo, el puerto, arrasado durante el siglo XIV por la violenta inundación que eliminó el curso del Ombrone de la ciudad, no logró desarrollo alguno, en parte debido a la política económica fallida de Siena y la falta de antecedentes productivos.

## Historia

### Compra y crecimiento de Talamone
Tú los verás entre la gente vana

que espera en Talamone, y que cual antes
perderá la esperanza de su Diana;

pero más perderán los almirantes
Divina Comedia, Purgatorio - Canto XIII, vv. 151-154.

En mayo de 1303, el abad del monasterio de San Salvatore, fray Ranieri, llegó a Siena proponiendo al gobierno de Nove la compra de las tierras pertenecientes al monasterio (incluso si posteriormente fueron ocupadas militarmente por los condes de Santa Fiora) , incluyendo Talamone y Castiglion Val d'Orcia.
Tras una larga negociación, el contrato de compra se firmó el 10 de septiembre de 1303. Al precio de 900 florines de oro, el puerto de Talamone, la Contrada di Valentina y Castiglion di Val d'Orcia se vendieron a la República de Siena, que incluyó al monasterio bajo su dominio.
El dominio de una salida al mar se celebró con entusiasmo en Siena, con la esperanza de aumentar así su comercio, pese a verse afectada por las consecuencias negativas que el fracaso de la Gran Tavola del Bonsignori había ocasionado en las relaciones con Francia y el norte de Italia.
En mayo de 1304 se estableció un agente judicial para tres ciudadanos de Siena que se encargaron de las necesidades del puerto de Talamone así como de comunicárselas a Siena. 

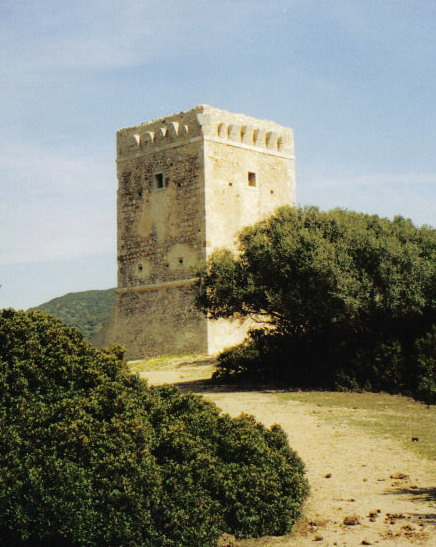
Torre de Collelungo construida por la República de Siena para mejorar el sistema defensivo de la costa junto a Grosseto

Llegados a este punto, era necesario decidir la estrategia a seguir en el puerto. El Consejo General de la Campana se dividió en dos discrepancias  representadas respectivamente por Mignanello dei Mignanelli y Cione di Alemanno dei Piccolomini. El primero afirmó que el gobierno de los Nueve debía tener plena autoridad en el trabajo, mientras que el segundo alegaba que era necesario acordar con los genoveses para un desarrollo adecuado del puerto, dada la inexperiencia de los sieneses en los asuntos marítimos.
Se decidió evitar interferencias externas gestionando directamente el puerto.
A partir de 1305, se llevaron a cabo trabajos de restauración de las paredes del puerto, se mejoraron las carreteras, se construyó un puente y se reconstruyó el alcázar, mientras que, para evitar posibles hostilidades con los condes de Santa Fiora, se establecieron con precisión los límites. El año sucesivo, se impuso una prohibición para el gabelle de sal que debía haber proporcionado la mitad del producto a la Comuna porque era de su propiedad.
Por sugerencia de los tres ciudadanos sieneses enviados al Puerto de Talamone, en 1309 se realizaron mejoras tanto en el castillo como en el puerto para facilitar la llegada de los marineros gracias a los muelles de madera, así como para comenzar a trabajar en un faro. 
Tras la adhesión a la liga Guelfa y gracias al cambio político impuesto por los Nueve que removió la ciudad del imperio, Siena era aliada de Florencia. Dadas las crecientes enemistades existentes hacia la Pisa gibelina, el gobierno florentino estipuló un acuerdo el 17 de agosto de 1311 con la República de Siena para el paso de todos sus bienes por mar desde Talamone.

### Dificultad para gestionar y otorgar el puerto de Talamone
Con el descenso del emperador Enrique en Toscana hubo varias represalias contra los comerciantes florentinos en Génova y, probablemente con la intención de dañar el comercio florentino, algunos exiliados gibelinos de Siena atacaron Talamone en 1312; en ese momento sin defensas.
La República de Siena tardó dos años en recuperar el control del puerto.

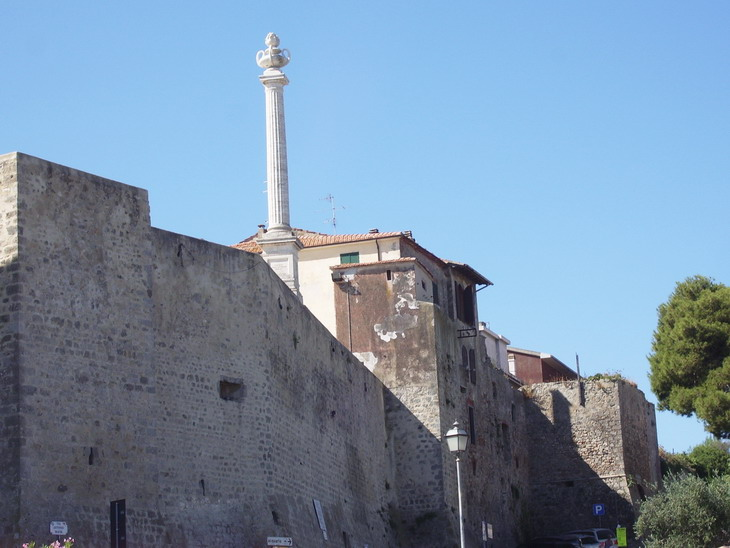
Las murallas de la ciudad de Talamone fueron restauradas y mejoradas ya en 1305 a instancias de la República de Siena

Sin embargo, ya en 1320 hubo una nueva agresión, esta vez por parte de los exiliados genoveses, que saquearon a Talamone con una gran cantidad de trigo con destino a Siena, sufriendo en ese momento  una hambruna.
En los años siguientes, la ciudad de Siena se comprometió a tomar las medidas necesarias para evitar nuevas invasiones extranjeras, junto con la concesión de privilegios a los habitantes del puerto para alentar el crecimiento de la población de Talamone. A pesar de los esfuerzos, el aumento de población y la seguridad del aeropuerto resultaron ser un fracaso, considerando también la presencia apremiante de la malaria. El puerto sufrió una nueva ocupación hostil en 1328 por el ejército del rey de Sicilia, que también trató de tomar Grosseto.
Dada la imposibilidad de administrar el puerto de manera fructífera, el gobierno de los Nueve optó por la concesión de Talamone para alquilar al duque de Calabria a través de su vicario ducal.
En 1339 el puerto fue otorgado por ocho años al genovés Manfredi del Fiesco, conde de Lavagna. Sin embargo, debido a algunos incumplimientos de los acuerdos, el contrato fue cancelado y el puerto marítimo volvió al control directo de Siena.
Tras nuevos enfrentamientos contra los pisanos debido a la influencia en Lucca, Florencia renovó los acuerdos con la República de Siena para los derechos de los comerciantes florentinos en el puerto de Talamone en 1340; situación que se repitió en 1356.

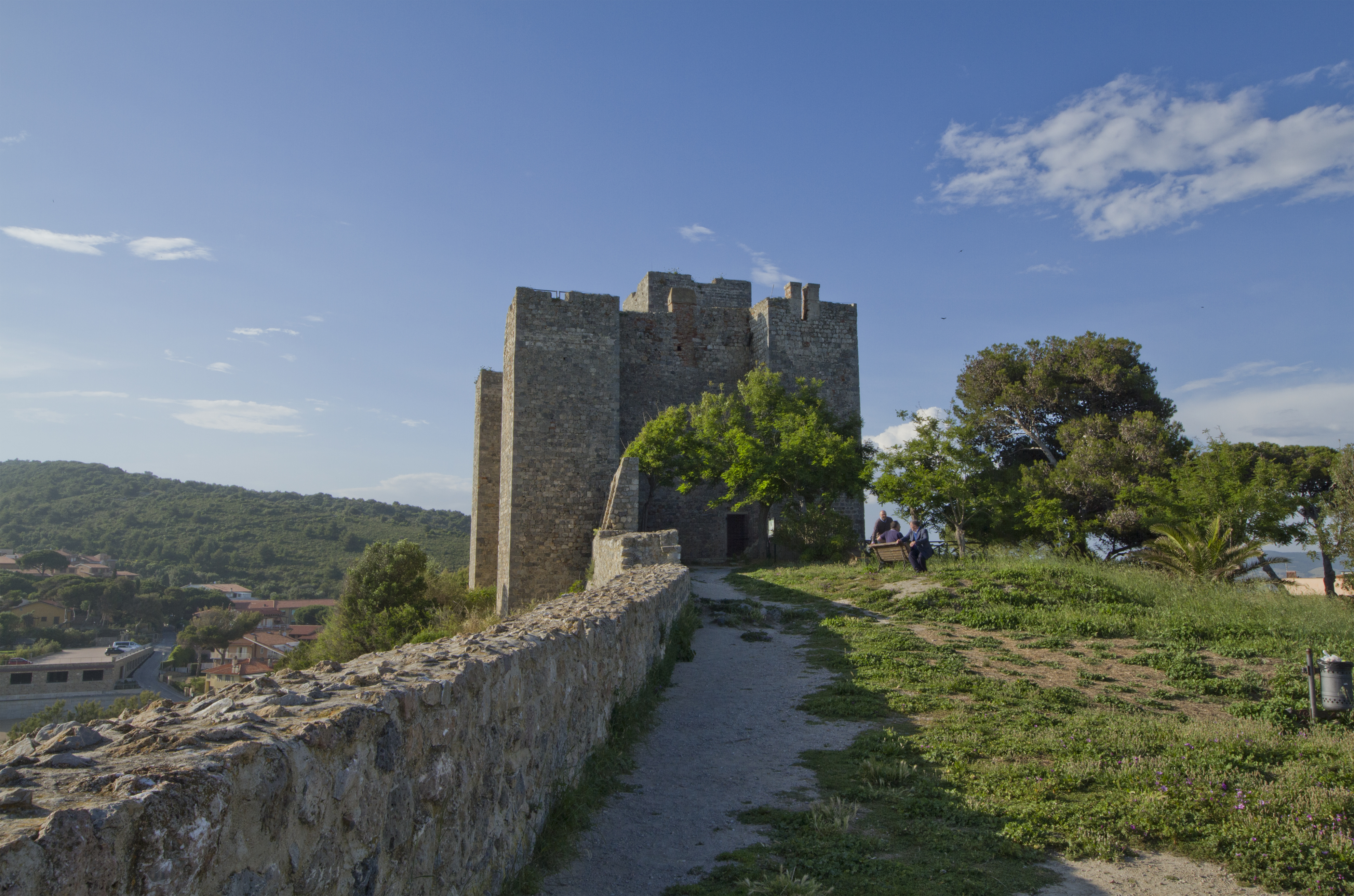
Fortaleza medieval de Talamone

Al enterarse del tratado con Florencia, Pisa amenazó con ocupar el puerto e intentó atacarlo varias veces, fracasando gracias al compromiso de Florencia de proteger su comercio marítimo.
Sin embargo, una vez que se firmó el acuerdo de paz con Pisa en 1364, los comerciantes florentinos prefirieron abandonar el puerto más distante de Siena en favor del pisano, a pesar de la presión ejercida por Siena para mantener el tráfico comercial de Florencia.
En un período de fuerte inestabilidad política en Siena, se otorgaron más privilegios a todo aquel que quisiera vivir en Talamone y cultivara la tierra. También para los comerciantes que pasaban, con vistas a remediar el daño causado por la pérdida del tráfico marítimo florentino. Sin embargo, toda el área de la Maremma de Siena fue seriamente descuidada y debido a la fuerte emigración, la población de Talamone, Magliano y Grosseto fue diezmada.
En esta situación, en 1375, la costa de Siena sufrió varios saqueos por parte de las tropas pisanas, que posteriormente ocuparon Talamone junto a las milicias papales. Debido a las discrepancias entre Siena y el papado por el apoyo brindado a Perugia en los disturbios contra el Estado papal, la ocupación papal duró hasta 1378, año en que la República de Siena recuperó el control del puerto al pagar una gran suma de dinero a Urbano VI.
Al año siguiente, debido a conflictos con Pisa y Génova por el control de Cerdeña, los catalanes concluyeron un tratado con la República de Siena para el uso del puerto de Talamone, garantizando a sus comerciantes los mismos derechos que se otorgaron a los florentinos, pero con deberes menos exigentes.
Una vez que los catalanes dejaron el puerto de Siena, al no cubrir la defensa y los guardias el comercio marítimo, en 1385 se decidió otorgar el puerto a una empresa que también se encargaba de mantener las estructuras defensivas.
En 1399 se aprobaron diversas medidas para la rehabilitación de la Maremma y la recuperación de las tierras de Grosseto, a fin de aprovechar al máximo la gran fertilidad de las zonas agrícolas.
Con la conquista de Livorno en 1404 y la de Pisa en 1406 por parte de Florencia, la modernización de Talamone se hizo más apremiante para que Siena evitara la decadencia del puerto. En esos años, el rey Ladislao de Nápoles trató de llevar a la República de Siena a su parte en la función antiflorentina, pero dado el rechazo de los sieneses, el rey de Nápoles atacó Talamone junto con los genoveses en 1410. Con gran esfuerzo y la ayuda de Florencia y Francia, Siena logró recuperar el puerto y el castillo en diciembre del mismo año.

### Conquista de Porto Ercole y Porto Santo Stefano

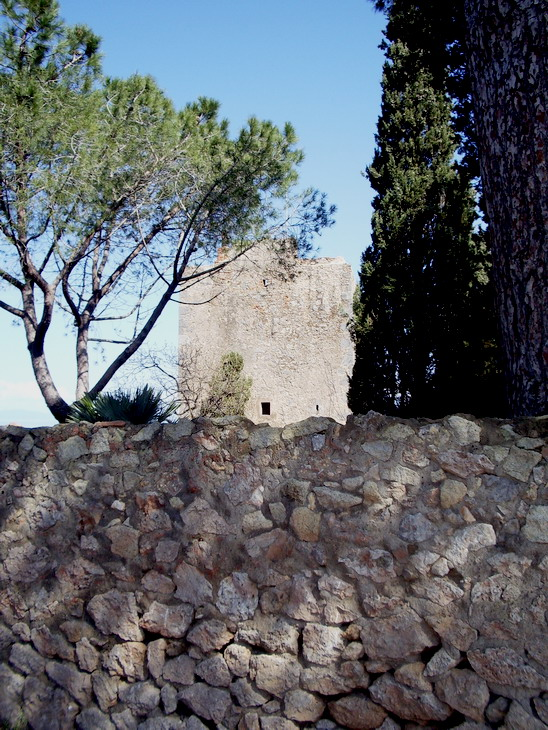
Torre de Lividonia de Porto Santo Stefano diseñada por la República de Siena en 1548

Porto Ercole y el territorio de Monte Argentario, incluido el menor Porto Santo Stefano, fueron conquistados por la República de Siena en el momento de la llegada a Toscana del rey de Nápoles Ladislao en 1409.
Los daños causados por la ocupación genovesa fueron enormes y el Consejo General de la Campana aprobó en 1411 que se hicieron los trabajos de reparación necesarios, y lo mismo sucedió en 1416 con Orbetello recientemente conquistado.

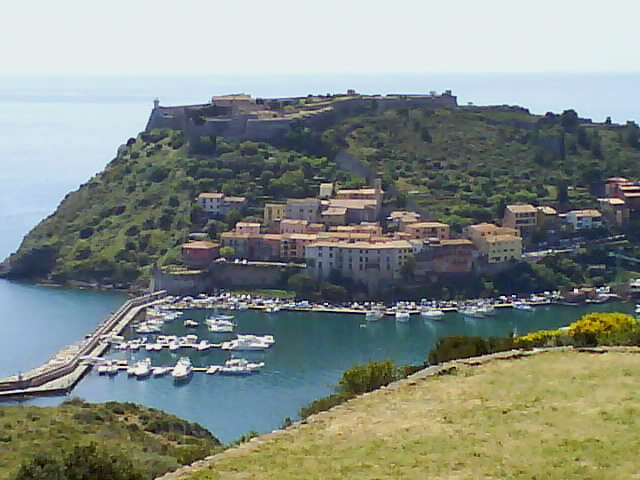
Porto Ercole con la Rocca buscada por los Aldobrandeschi y luego restaurada y ampliada bajo la República de Siena

El regreso de los catalanes al puerto de Siena en 1436 fue un evento positivo y, con el tratado firmado por las partes, la República de Siena se comprometió a mantener las carreteras a Grosseto en buenas condiciones, así como el puente del puerto. El comercio podría florecer nuevamente y al año siguiente también se registró la visita del Príncipe Alonso de Aragón.
Dados los enormes gastos que comportaba el puerto de Ercole al municipio de Siena, en 1441 se le otorgó en concesión a Agnolo Morosini con el compromiso de este último de construir fortificaciones y estructuras defensivas tanto en el aeropuerto como en el área de Monte Argentario.
En 1460 el territorio fue otorgado a una empresa comercial de ciudadanos de Siena. Se comprometieron con Siena para hacer habitable el área de Porto Ercole (otorgando a los habitantes los mismos privilegios que los ciudadanos de Talamone), construyendo una nueva torre e incluso un almacén.
Dada la mala condición de Porto Ercole, la concesión a la empresa comercial fue retirada por el Consejo Bell en 1474. La República envió guardia y dos señores para atender las necesidades del aeropuerto con más cuidado y para resolver el problema de la falta de vivienda para los ciudadanos.
El 30 de enero de 1474 hubo la única noticia de un barco de Siena, construido en uno de los puertos de la Maremma de Siena por el comerciante Francesco Benedetti da Perpignano, que obtuvo una licencia del municipio para izar la bandera de la República de Siena.

### Decadencia de la República de Siena

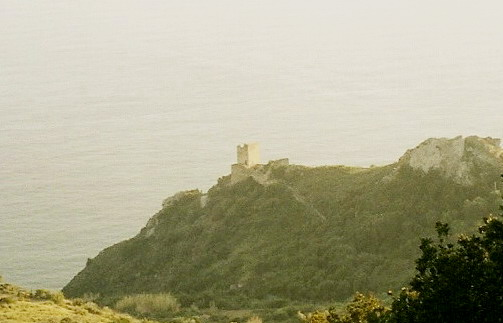
Torre costera de la Maddalena, construida a instancias de la República de Siena durante el para fortalecer el sistema defensivo de la vertiente occidental del Monte Argentario

En 1476, una grave plaga azotó los puertos de Talamone y Porto Ercole, diezmando a la población de toda la zona de Grosseto, posteriormente empobrecida por la pausa del ejército real napolitano en aquellas tierras que se estaba repoblando.
A partir de 1480, la República decidió intervenir en los puertos tratando de estimular el regreso de los ciudadanos emigrados durante la peste. En este período, Porto Ercole experimentó un gran flujo comercial gracias al comercio de telas de lana hacia el este por parte de los comerciantes de Siena.
Para resolver problemas de seguridad, en 1489 Siena envió a su cónsul musulmán a Constantinopla para que el Sultán del Imperio Otomano expulsara de la Maremma a los numerosos piratas que dañaban las ciudades y los puertos.
En los primeros años del siglo XVI, la República de Siena vendió, por el precio de 4.500 florines, todos los ingresos de los puertos de Talamone y Porto Ercole durante diez años a Alessandro di Galgano Bichi, mientras que el uso de las tierras de Monte Argentario fue comprado por el Hospital de S. Maria della Scala de Siena.
En 1507, durante su señoría, Pandolfo Petrucci compró el dominio de Monte Argentario por 34,000 florines de oro..
Aprovechando un período de fuerte inestabilidad política en la República de Siena, el comandante genovés Andrea Doria ocupó Talamone en 1527, y posteriormente también cayeron Orbetello y Porto Ercole. La ocupación de Orbetello y Talamone no duró mucho porque el ejército de Siena apoyado por la población logró recuperar las dos ciudades.
Dado que el Siena no podía tomar Porto Ercole por la fuerza, la República de Siena insistió con gran contundencia en que el Papa Clemente VII devolviera las tierras ocupadas por la fuerza. Al no obtener respuestas positivas y dada la prolongación de las negociaciones, la República decidió atacar el puerto de escala en 1530, logrando recuperarlo gracias al comandante Cincio Corso.
Temiendo una guerra inminente contra el Emperador o contra el Papa, Siena hizo que las ciudades y los castillos de la Maremma fueran visitados por el arquitecto Baldassarre Peruzzi y Antonmaria Lari, quienes se encargaron de fortalecer los muros de Porto Ercole, Grosseto y Talamone en 1532 y en 1541.
La flota de Jeireddín Barbarroja, llegó a Italia para ayudar al rey de Francia, saqueó y capturó a Montiano, Talamone y Porto Ercole. Las tierras saqueadas fueron cedidas al rey de Francia, quien, después de ofrecerlas en vano al Papa (quien las rechazó porque apoyaba la presencia española en Italia) decidió retirarse de estas tierras después de prender fuego a Porto Ercole y a su fortaleza.
Durante la última década de la República de Siena, de 1545 a 1555, la restauración de las murallas y las fortificaciones de los puertos de Talamone y Porto Ercole fueron continuas.
Durante la Guerra de Siena, donde los ejércitos de Siena y Francia se enfrentaron contra los ejércitos florentino y español, sitiaron Siena el 2 de agosto de 1554 y entregaron la ciudad en abril de 1555, Porto Ercole aún quedaba por ser conquistado, donde el comandante francés Charles de Carbonnières , después de haber esperado la llegada del mariscal Piero Strozzi, se rindió el 18 de junio de 1555.
Los puertos que fueron de la República de Siena durante más de dos siglos, se convirtieron en parte del naciente Estado de los Presidios en 1557 a instancias de Felipe II, rey de España.

## Los puertos de Siena en arte y cultura de masas
- En el fresco Alegoría del Buen y del Mal Gobierno, presente en la Sala dei Nove del Palazzo Pubblico de Siena, el comienzo de la escritura "Talamone", truncada en la parte terminal, todavía es visible. De hecho, Ambrogio Lorenzetti había dibujado el campo de Siena al mar en 1339, lo que en ese momento en el campo de Siena significaba el puesto avanzado de Talamone. El trabajo, sin embargo, ha sufrido una nueva versión del siglo XV en el margen derecho, en una superficie triangular más o menos definida en el lado que va desde la penúltima viga del techo hasta el margen inferior derecho. En el momento de los cambios, de hecho, la zona costera estaba infestada de malaria y se prefería representar el campo hasta un lago anónimo, en lugar del mar.[13][14]

- Talamone también está representada en la tableta. Vista de las ciudades en el mar atribuidas al mismo Ambrogio Lorenzetti y es probablemente el primer experimento en representar un tema de paisaje de la pintura europea. La ciudad es similar a la Siena medieval, en una visión imaginaria, con torres inconcebiblemente altas.[15][16]

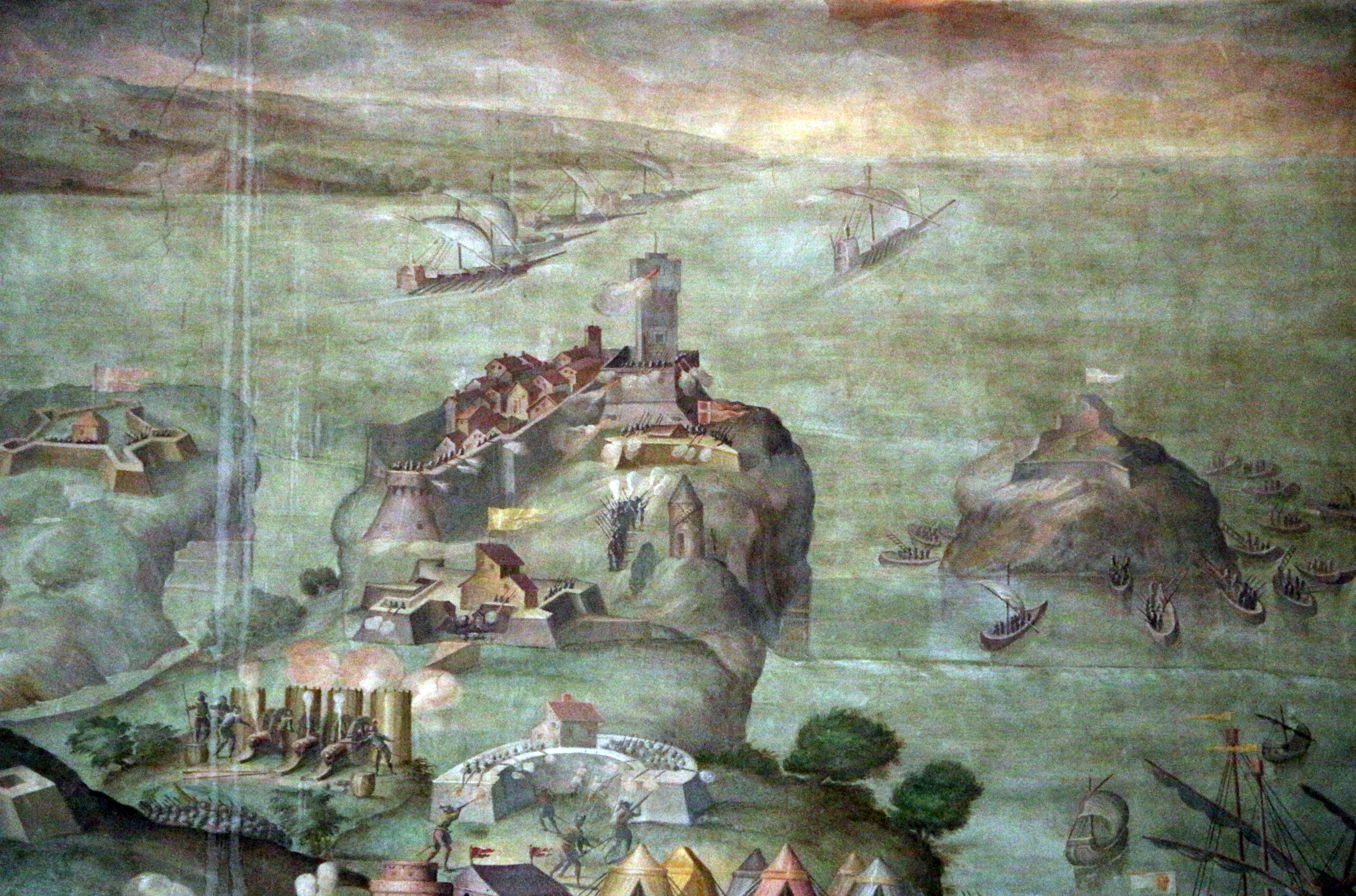
Fresco de Giorgio Vasari La cogida de Puerto Ercole (1570). Las fortalezas de la República de Siena durante el asedio del puerto senese (al centro del fresco) del 1555.

- Porto Ercole está representado por Giorgio Vasari en el fresco La cogida de Porto Ercole, presente en el Salone dei Cinquecento en Florencia. Con este trabajo, Giorgio Vasari celebró la conquista del puerto de Siena el 18 de junio de 1555 junto con las mayores victorias militares florentinas, por la exaltación y glorificación del patrón Cosme I de Médici y su familia.

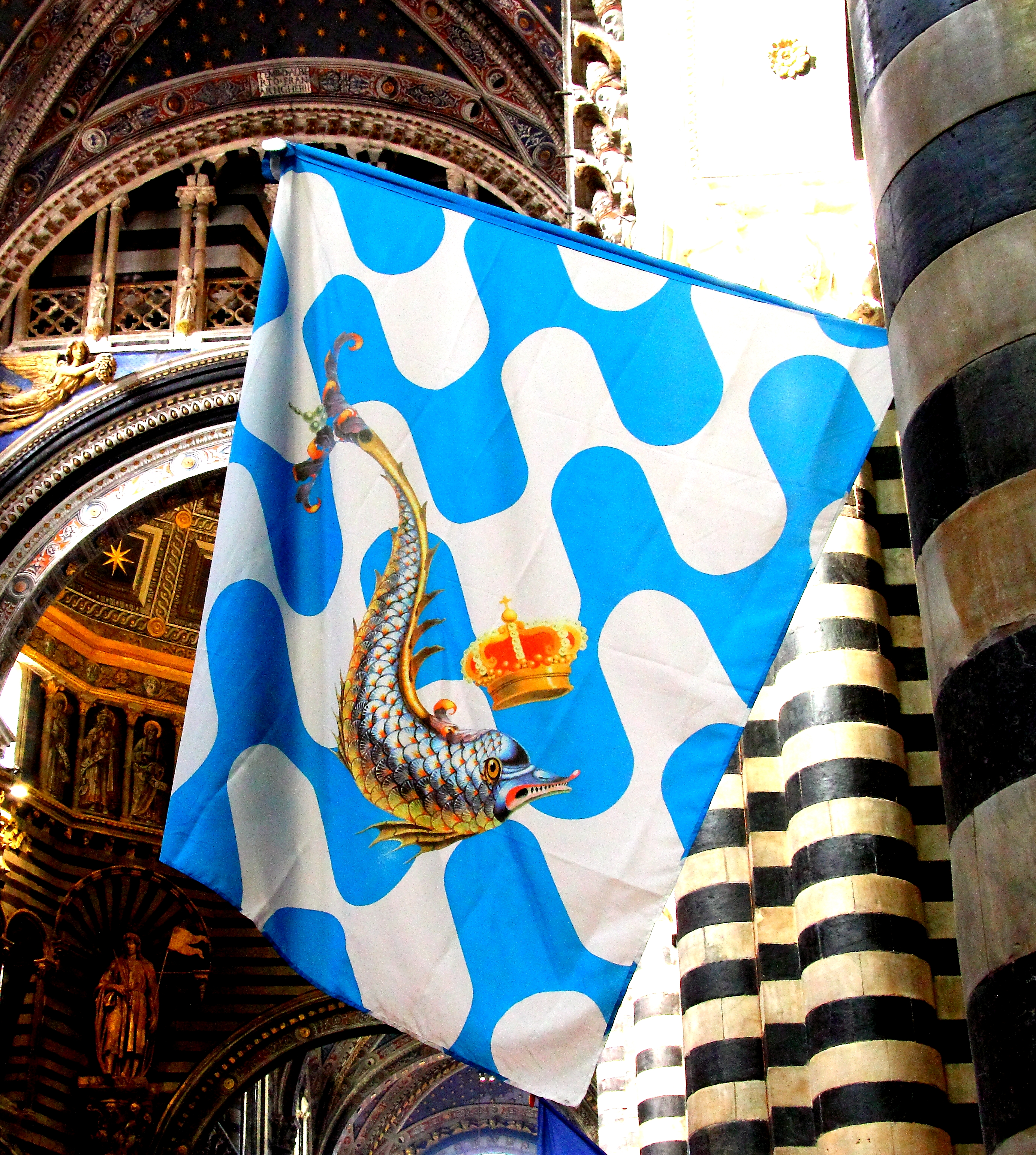
Bandera de la Contrada Capitana dell'Onda en la Catedral de Siena

- Según su Estatuto, la Contrada Capitana de Onda todavía considera a Talamone como una parte integral de su territorio y sus habitantes, que son protectores, parte de la gente de la Contrada. Los orígenes de la Contrada derivan de hecho de la agregación de los pueblos de las antiguas compañías militares de Siena de Casato di Sotto y San Salvadore ocurrieron en el siglo XV, a cargo de la defensa de la costa de la República de Siena, cuyo puerto principal fue la ciudad de Talamone.[17]